# Ludmila Engquist
Ludmila Engquist (Tambov, 21 de abril de 1964), también llamada Ludmila Narozhilenko, es una atleta sueca de origen soviético, especializada en la prueba de 100 m vallas, en la que llegó a ser Campeona olímpica en Atlanta 1996 y campeona mundial en 1999.

## Carrera deportiva
En el Mundial de Tokio 1991, representando a la Unión Soviética, ganó la medalla de oro en los 100 metros vallas, con un tiempo de 12.59 segundos, llegando a meta por delante de la estadounidense Gail Devers y su compatriota la también soviética Nataliya Grygoryeva.
En las Olimpiadas de Atlanta 1996 ganó el oro, con un tiempo de 12.58 segundos, por delante de la eslovena Brigita Bukovec y la francesa Patricia Girard.
En el Mundial de Atenas 1997, representando a Suecia, ganó el oro en los 100 metros vallas, con un tiempo de 12.50 segundos, por delante de la búlgara Svetla Dimitrova y la jamaicana Michelle Freeman.
Dos años más tarde, en el Mundial de Sevilla 1999, ganó la medalla de bronce en la misma prueba, con un tiempo de 12.47 segundos que fue récord nacional de Suecia, llegando a la meta tras la estadounidense Gail Devers y la nigeriana Gloria Alozie.